# アメーボゾア
アメーボゾア (Amoebozoa) は真核生物の主要な系統の1つである。部分的に訳しアメーバ動物とも。分類階級は通例アメーバ動物門を当てる。おおよそ250属2400種が知られている。
アメーバ類（アメーバ様生物）のうち一部の典型的なものとさらに粘菌類から成る。アメーバ類のなかでも葉状仮足と呼ばれる丸く指のようになった仮足を持つものが含まれるが、アメーバ類はアメーボゾア以外の系統に属するものが多く含まれている。アメーバ類はほとんどが単細胞性で、土壌や水圏に普通に見られるが、他の生物に共生するものも見付かっており、病原体もいくつか含まれている。一方、粘菌類（変形菌や細胞性粘菌）は多核ないし多細胞で胞子を作り、たいてい肉眼的な大きさに達する。

## 形質

### 大きさ
アメーボゾアは生物の大きさに非常に幅がある。10-20 μmほどの大きさのものが多いが、もっと大きな原生生物も多く含まれている。有名な種オオアメーバ (Amoeba proteus) は長さ800 μmに達することがあり、そのサイズのおかげもあって細胞の代表としてよく研究されている。カオス Chaos や ペロミクサ （Pelomyxa） のような多核のアメーバ類では長さ数ミリメートルにおよび、変形菌では数十cm四方に広がるものもある。

### 移動
細胞は、顆粒を含んだ内質（エンドプラズム）と、透明な外質（エクトプラズム）とに分けられる。移動の際には、内質は前方に流れ、外質は取り残されるように細胞の外側に沿って後方に動く。
多くのアメーバは明確な前後を持って移動する、つまり本質的には細胞全体が1つの仮足として機能する。これらは亜仮足（subpseudopodia）と呼ばれるたくさんの透明な突起を出すが、これは長さが有限な限定仮足（determinate pseudopodia）で直接には運動に関わらない。アメーボゾアの他の生物では、非限定的な仮足（indeterminate pseudopodia）を複数作ることがある。それらは管状で、たいてい顆粒を含んだ内質がその内部に入り込んでいる。細胞は全体としては先行する仮足に向かって流動し、それ以外の仮足は進行方向が変わらない限り、次第に縮まる。亜仮足は普通ない。

### 細胞器官
アメーバ Amoeba やカオス Chaos のような裸のもの以外にも、アメーボゾアには殻を作るアメーバのほとんど（有殻アメーバ）が含まれる。この殻は、ナベカムリ（Arcella）のように有機物質でできていたり、ツボカムリ（Difflugia）のように集めた粒子を接着していたりしており、仮足が出てくる口が1カ所開いている。
アメーボゾアのほとんどの生物は鞭毛を欠き、それどころか有糸分裂以外で微小管による構造を作らない。しかし、古アメーバ類 (Archamoebae) には鞭毛を持つものがあり、また変形菌は二鞭毛性の配偶子を作るものが多い。こうした鞭毛は微小管の円錐で固定されており、オピストコンタとの近縁性を示唆する。ミトコンドリアは特徴的な分岐する管状クリステを持っているが、古アメーバ類ではミトコンドリアが失われている。

### 栄養様式
栄養様式は基本的に食作用、すなわち細胞が食物になりそうな粒子を取り囲み、食胞に閉じこめてそこで消化吸収することによる。アメーバ類の一部は、後部におそらく老廃物を蓄積しているウロイドという瘤を持ち、周期的に細胞から切り離される。ほとんどの種は食料が不足したときにシストを形成することができ、これが空中を運ばれて新しい環境に移入することがある。変形菌ではこうした構造は胞子と呼ばれ、子実体とか胞子嚢と呼ばれる柄の付いた構造の上に形成される。

## 分類
伝統的には、葉状仮足を持つ全てのアメーバ類をまとめて葉状根足虫（Lobosea）とし、他のアメーバ様生物と共に肉質虫ないし根足虫という群においていた。しかしそもそも肉質虫は自然分類群ではないと考えられており、微細構造観察や分子系統解析に基づいて、その多くは葉状仮足を持つアメーボゾアとそれ以外のリザリアとに再編された。
古アメーバ類や粘菌類は、初期の分子系統解析では真核生物進化の根元付近から生じたそれぞれ独立したグループだと考えられていたが、解析手法の発展成熟によりアメーボゾアに含まれることが明確になっている。一方で、葉状仮足を持つアメーバのうちヘテロロボサと呼ばれる群は、外見上はアメーボゾアの生物とよく似ているが、全く異なる系統である盤状クリステ類に属していることが示されている。ミトコンドリアが分岐する管状クリステを持つという類似性に基づいて、有殻糸状根足虫もアメーボゾアに含める意見があったが、これは分子系統解析によって否定されてリザリアのケルコゾア門に位置付けられている。
アメーボゾア内部の系統関係については分子系統解析が遅れていたため時期によって様々な体系が提唱されてきた。影響力が大きいものとして、全体をLobosa（ロボサ、葉状根足虫）とConosa（コノサ）に大別するキャバリエ＝スミスの体系がある。しかし2017年までに行われた大規模な系統解析では以下の様な関係が得られており、LobosaはConosaに対して側系統となる。
ここでは国際原生生物学会で取りまとめられた2019年の合意体系に準拠してその概略を示す。アメーボゾアは、仮足が一方向的で全体として棍棒状になる Tubulinea、扁平で仮足が多方向的に出る Discosea、そして鞭毛を持つなど多様な形態を取る Evoseaの3つに大別される。前2者は Lobosa、後者は Conosaに大まかに対応している。
- Tubulinea ツブリネア綱 - 棍棒状で鞭毛を持たないアメーバ類（管形類）
  - Corycida - 有殻アメーバのうちミクロコリシア科とトリコスファエリウム目
  - Echinamoebida エキナメーバ目
  - Elardia
    - Leptomyxida レプトミクサ目
    - Arcellinida ナベカムリ目 = Testacida 有殻アメーバ
      - Sphaerothecina
      - Difflugina ディフルギア亜目 - ビワツボカムリなど
      - Heleopera
      - Phryganellina フリガネラ亜目

    - Euamoebida – 狭義のアメーバ類。アメーバ Amoeba、カオス Chaos など。かつてのツブリナ目 Tubulinida にほぼ同じだが、系統的に修正（コプロミクサ Copromyxa ・コプロミクセラ Copromyxella などを含む）されている。
- Discosea - 扁平で鞭毛を持たないアメーバ類
  - Flabellinia フラベリナ亜綱
    - Thecamoebida
    - Dermamoebida
    - Mycamoeba
    - Dactylopodida - パラメーバなど
    - Vannellida ヴァンネラ目

  - Stygamoebida
  - Centramoebida
    - Acanthopodida 棘足目 - アカントアメーバ Acanthamoeba など
    - Pellitida ペリタ目
    - Himatismenida
- Evosea - 鞭毛を持つなど多様な形態を取りうるアメーバ類
  - Variosea
    - Flamellidae
    - Filamoeba
    - Heliamoeba
    - Protosteliida 原生粘菌
    - Fractovitellida
      - Acramoebidae
      - Schizoplasmodiidae
      - Soliformoviidae

    - Angulamoeba
    - Cavosteliida
    - Ischnamoeba
    - Darbyshirella
    - Holomastigida
    - Dictyamoeba
    - Arboramoeba
    - Phalansterium

  - Eumycetozoa 動菌類
    - Dictyostelia タマホコリカビ綱 - キイロタマホコリカビなど
    - Myxogastria 変形菌 - モジホコリ、ムラサキホコリなど
      - Lucisporidia
      - Columellidia

    - Protosporangiida
      - Protosporangiidae プロトスポランジウム科
      - Ceratiomyxa ツノホコリ

  - Cutosea
  - Archamoebae 古アメーバ類
    - Mastigamoebida
    - Pelobiontida ペロミクサなど
    - Tricholimax
    - Entamoeba 赤痢アメーバ
    - Rhizomastix

これ以外に現状では位置不確定な様々なアメーバ類がある。有名なものでは、海産のステレオミクサ類 Stereomyxa の位置がはっきりしない。

### 範囲の変遷
アメーバ様生物を「アメーボゾア」という分類群にまとめるアイデア自体は古くから存在していて、たとえば1903年にKarl Grobbenは、アメーバ目と有孔虫目が不可分であるとしてアメーボゾア目にまとめることを提案している。Lüheのモノグラフ（1913年）では、アメーバ目と有殻アメーバ目からなる亜綱とされ、ここには有孔虫は含まれていない。Corlissの論文（1984年）では動物的なアメーバ様生物を包括する門とされ、有孔虫や粘菌などは含まれていない。現在とほぼ同様に粘菌まで含む分類群となったのは、Cavalier-Smithの修正6界説（1998年）からである。

## 進化
真核生物の共通祖先は鞭毛を持っていたと考えられるので、アメーボゾアの祖先も同じく鞭毛を持っていたと考えられる。ただ現生のアメーボゾアで生活環の中で鞭毛を持つのはEvosea（さらに言えばConosa）に限られている。また例外はあるものの、一般にアメーボゾアの生物は生活環の中にアメーバ運動を行う時期があり、これはアメーボゾアの祖先も同様と考えられる。したがってこの祖先は生活環の中で両方の形態を取ることができた。有性生殖が確認されているものは変形菌くらいであるが、その他の系統でも形態変化に伴ってその存在が示唆されており、アメーボゾアの祖先が形態を変化させる際に有性生殖を行っていた可能性も考えられる。
全てではないがアメーボゾアの多くは休眠シストを作ることができる。子実体を形成するアメーバであっても、それとは別に基質上にシストを作るものがある。これは他の原生生物にも見られるもので、アメーボゾアの祖先を通じて受け継がれた形質だと考えられる。一方、単一の細胞から有柄の子実体を形成するのはアメーボゾアに特異的な形質であり、真正粘菌と、アメーボゾアの中で系統的に散在する原生粘菌に認められる。これが共通祖先に由来するのか、独立に何度も獲得されたのかは現時点では確定できないが、分子メカニズムの相同性を調べることで将来的に結論が出るだろう。
総じて言えば、アメーボゾアの祖先は有性生殖や鞭毛運動を行う時期を含む複雑な生活環を持っていたと推定され、また子実体形成能を持っていた可能性がある。そこから放散するにつれて様々な単純化が起こり、同時に殻や累積子実体の形成といった新規形質の獲得も独立に複数回起きたと考えられる。
アメーバ類は一般に化石として残りにくいと考えられるが、ナベカムリ目と思われるつぼ形の微化石が7.5億年前（新原生代）の海洋環境由来の岩石から見付かっている。そこでアメーボゾアはもともと海洋で生まれ、後に植物と共に陸上へ進出したという仮説がある。一方、分子系統解析に基づく分岐年代推定によれば、アメーボゾア全体の分岐年代は10-12億年前、動菌類（変形菌+タマホコリカビ目）の分岐年代が6-10億年前、タマホコリカビ目が3-7億年前、ナベカムリ目が2.5-5.2億年前となった。ほぼ陸上からしか見出されない動菌類の分岐年代が6-10億年前という推定は、オルドビス紀（4.65億年前）の陸上植物の進出よりかなり先行している。したがって、アメーボゾアの陸上進出は植物よりも早く土壌の形成に寄与したが、その後陸上生態系が充実するとともにアメーボゾアの多様化も進んだと解釈される。